# Polyrhachis dahli
Polyrhachis dahli é uma espécie de formiga do gênero Polyrhachis, pertencente à subfamília Formicinae.